# ائتلاف الفتح
ائتلاف الفتح أو تحالف الفتح هو تحالف سياسي عراقي أنشأ من قبل هادي العامري في عام 2018. و يعتزم العامري الدخول به في الانتخابات العراقية التي سوف تجري في شهر مايو من عام 2018.وانسحب هادي العامري من ائتلاف النصر الذي يرأسه رئيس الوزراء العراقي حيدر العبادي.

## مكونات التحالف
يضم تحالف الفتح الأحزاب الإسلامية والوطنية وفصائل المقاومة التي قاتلت الإرهاب الداعشي وحققت أهم انتصار نوعي في تاريخ العراق الاجتماعي والسياسي الحديث، حيث أنه جمع رجال المقاومة إلى جانب رجال الدولة وقادة الميدان مع رجال الخدمة الوطنية.
و مكوناته هي:-
1- منظمة بدر
2- حركة الصادقون
3- المجلس الأعلى الإسلامي العراقي
4- التجمع الشعبي المستقل
5- حركة الجهاد والبناء
6- كتلة منتصرون
7- حزب مهنيون للاعمار
8- حزب الطليعة الاسلامي
9- تجمع عراق المستقبل
10- حركة الصدق والعطاء
11- تجمع كفى صرخة للتغيير
12- تجمع الشبك الديمقراطي
13- الحركة الاسلامية في العراق
14- منظمة العمل الاسلامي العراقية
15- تجمع العدالة والوحدة
16- كتلة الوفاء والتغيير
17- حركة 15 شعبان الاسلامية

## الرؤية السياسية
تحالف الفتح هو تحالفٌ وطني عراقي يجمع في خطه ورؤيته ومشروعه الأحزاب الإسلامية والوطنية وفصائل المقاومة التي قاتلت الإرهاب الداعشي وحققت أهم انتصار نوعي في تاريخ العراق الاجتماعي والسياسي الحديث. هذا التحالف يتبنى إستراتيجية بناء عراق الهيبة والقوّة، ويطرح إعادة النظر بنظام الخدمة العامة وتفعيلها تحت عنوان «قادرون على خدمتكم»، يتحرك هذا التحالف على خط وحدة العراق أرضاً وشعباً ومن أجل سلامة أراضيه وحدوده ومياهه ويتطلع لإقامة أفضل العلاقات مع المحيط والعالم بشرط السيادة والقانون والعدالة. «تحالف الفتح».. جمع رجال المقاومة إلى جانب رجال الدولة وقادة الميدان مع رجال الخدمة الوطنية.